# Лаврас-ду-Сул
Лаврас-ду-Сул (порт. Lavras do Sul) — муниципалитет в Бразилии, входит в штат Риу-Гранди-ду-Сул. Составная часть мезорегиона Юго-запад штата Риу-Гранди-ду-Сул. Входит в экономико-статистический микрорегион Кампанья-Меридиунал. Население составляет 8025 человек на 2006 год. Занимает площадь 2 599,811 км². Плотность населения — 2,9 чел./км².
Праздник города — 9 мая.

## История
Город основан 9 мая 1882 года.

## Статистика
- Валовой внутренний продукт на 2003 составляет 98.283.252,00 реалов (данные: Бразильский институт географии и статистики).
- Валовой внутренний продукт на душу населения на 2003 составляет 12.568,19 реалов (данные: Бразильский институт географии и статистики).
- Индекс развития человеческого потенциала на 2000 составляет 0,772 (данные: Программа развития ООН).

## География
Климат местности: субтропический.